# 滿東邨巴士總站
滿東邨巴士總站位於新界離島區東涌東涌裕東路近滿和樓，為一個路邊總站，現時有8條巴士路線以此為總站，另有6條巴士路線途經。

## 總站路線資料

### 新大嶼山巴士36X線
- 滿東邨 → 迪士尼樂園

### 新大嶼山巴士39M線
- 東涌站巴士總站 ↺ 滿東邨

### 新大嶼山巴士B6線
- 港珠澳大橋香港口岸 ↔ 滿東邨

### 城巴E11B、E11S線
- E11B:天后站 ↔ 東涌（滿東邨）

於2021年9月12日投入服務，只於07:55 (星期一至五)/06:35 (星期六、日及公眾假期)至15:55 (每天)提供服務。
- E11S:東涌（滿東邨） → 天后站

### 城巴E21X線
- 東涌（滿東邨） → 紅磡站

於2006年1月6日投入服務，途經東涌市中心、東涌北、青嶼幹線、青葵公路、西九龍走廊、旺角、油麻地、佐敦、尖沙咀及尖沙咀東，只於平日上午繁忙時間提供服務。

### 城巴E22S線
- 東涌（滿東邨） ↔ 將軍澳（寶琳）

於2009年11月30日投入服務，途經東涌北、大窩坪、黃大仙、鑽石山、牛池灣、九龍灣、牛頭角、觀塘市中心、將軍澳市中心、調景嶺及坑口，為城巴E22A線的特別班次，只於平日繁忙時間提供服務。

### 龍運巴士S64X線
- 滿東 ↺ 機場

於2014年11月22日投入服務，途經國泰城、國泰空廚、一號客運大樓、富豪機場酒店及航天城，只於每日繁忙時間提供服務。

## 途經路線資料

### 新大嶼山巴士37H線
- 迎東邨 ↺ 滿東邨

### 新大嶼山巴士39M線
- 東涌站巴士總站 ↺ 滿東邨

### 城巴E21A、E21B線
E21A
- 何文田（愛民邨） ↔ 東涌（逸東邨）

E21B
- 何文田（愛民邨） ↔ 東涌（逸東邨）

### 龍運巴士E31線
- 荃灣（愉景新城） ↔ 東涌（逸東邨）

### 龍運巴士E36A線
- 東涌（逸東邨） ↔ 元朗（德業街）

### 龍運巴士N31線
- 荃灣（愉景新城） ↔ 機場（地面運輸中心）